# Edward Buzzell
Edward Buzzell, acreditat de vegades Eddie Buzzell (Nova York, Nova York, 13 de novembre de 1895 − Los Angeles, Califòrnia, 11 de gener de 1985), fou un director, guionista i actor estatunidenc.

## Biografia
Edward Buzzell neix al districte de Brooklyn a Nova York. Treballa al teatre a Broadway, com a actor, entre 1920 i 1929, principalment a comèdies musicals (és igualment libretista de l'última d'elles).
Al cinema estaunidenc, debuta com a actor l'any 1928 i com guionista l'any 1929, aquestes dues activitats seran ocasionals. És director de 1931 a 1961, sobretot de dos films amb els Germans Marx, Una tarda al circ (1939) i Els germans Marx a l'Oest (1940).
De 1927 a 1937 (divorci), va estar casat amb l'actriu Ona Munson. Es va casar amb Sara Clark l'11 d'agost de 1934 però el matrimoni només va durar 5 setmanes i ella el va deixar. Es va casar amb l'actriu Lorraine Miller el 10 de desembre de 1949. va morir a Los Angeles el 1985 a l'edat de 89 anys.

## Filmografia
Les seves pel·lícules més destacades són

### Com a director
- 1931: She served him right
- 1932: Hollywood Speaks
- 1932: The Big Timer
- 1932: Virtue
- 1933: Love, Honor and Oh Baby!
- 1933: Child of Manhattan
- 1933: Ann Carver's Profession
- 1934: Cross Country Cruise
- 1934: The Human Side
- 1935: Transient Lady
- 1935: The Girl Friend

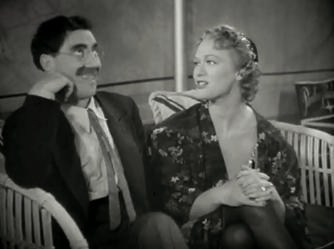
Groucho Marx i Eve Arden, a Una tarda al circ (1939)

- 1936: The Luckiest Girl in the World
- 1936: Three Married Men
- 1937: As Good as Married
- 1938: Fast Company
- 1938: Paradise for Three
- 1939: Honolulu
- 1939: Una tarda al circ (At the Circus)
- 1940: Els germans Marx a l'Oest (Go West)
- 1941: The Get-Away
- 1941: Married Bachelor (codirigida per Norman Taurog)
- 1942: The Omaha Trail
- 1942: Ship Ahoy
- 1943: Best Foot Forward
- 1943: The Youngest Profession
- 1945: Keep Your Powder Dry
- 1946: Three Wise Fools
- 1946: Easy to Wed
- 1947: Song of the Thin Man
- 1949: Neptune's Daughter
- 1950: A Woman of Distinction
- 1950: Emergency Wedding
- 1953: Confidentially Connie
- 1955: No em porto malament (Ain't Misbehavin')
- 1961: Mary Had a Little...

### Com a guionista
- 1929: Little Johnny Jones de Mervyn LeRoy
- 1933: Love, Honor and Oh Baby! (+ realització)
- 1934: The Human Side (+ realització)
- 1935: Transient Lady (+ realització)
- 1955: No em porto malament (Ain't Misbehavin') (+ realització)

### Com a actor
- 1928: Midnight Life de Scott R. Dunlap
- 1929: Little Johnny Jones de Mervyn LeRoy
- 1930: The Devil's Cabaret de Nick Grinde
- 1931: She served him right (+ realització)
- 1943: The Youngest Profession (+ realització)